# 大鵬路
大鵬路（Dapeng Rd.）為高雄市小港區的南北向道路，起端銜接江山街，末端銜接廠邊三路，因道路周邊鄰近漢民路、宏平路等商圈，生活機能完善形成漢民生活圈。

## 行經行政區域
- 小港區

## 沿線設施
（由南至北）
- 小港社教館漆彈場
- 高雄市立小港高級中學
- 高雄市立社會教育館
  - 青少年文化體育活動中心
- 漢民夜市
- 高雄市立漢民國小
- 漢民公園[2]
- 全家便利商店高雄漢民店
- 高雄市私立大鵬幼兒園

## 公共自行車
- 高雄市公共自行車租賃系統：
  - 高雄市社教館：大鵬路/學府路(東南角)
  - 漢民公園(漢民路)：漢民路427號(對面)

## 相關連結
- 高雄市主要道路列表